# ريتشارد جونز (سائق سباق)
ريتشارد جونز (بالإنجليزية: Richard Johns)‏ هو سائق سباق أمريكي، ولد في 23 أكتوبر 1981 في لورينسفيل في الولايات المتحدة.

## وصلات خارجية
- ريتشارد جونز على موقع Racing-Reference.info (الإنجليزية)